# Encuesta Nacional sobre Uso de Tiempo (ENUT)

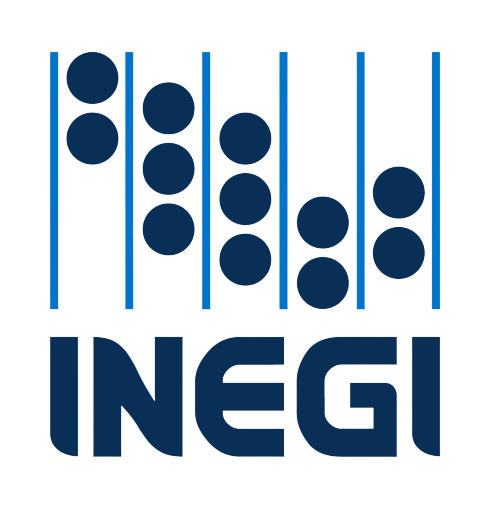
Instituto Nacional de Geografía y Estadística.

La Encuesta Nacional sobre Uso de Tiempo (ENUT) realizada por el Instituto Nacional de Estadística Geografía e Informática (INEGI) en conjunto con el Instituto Nacional de las Mujeres (INMUJERES), es una herramienta utilizada para recopilar información acerca del uso y gestión en el empleo del tiempo en la vida cotidiana de las personas. Es una encuesta que se realiza a nivel nacional y tiene como objetivo obtener información detallada y precisa sobre el uso del tiempo de la población. Históricamente, en México se han levantado seis encuestas acerca del uso del tiempo: 1996, 1998, 2002, 2009, 2014, 2019. Señalando los dos últimos años con un sistema metodológico comparable debido a su similitud.
La ENUT se lleva a cabo en diversos países y su metodología varía, en general, consiste en recopilar información sobre las actividades realizadas por las personas durante un período determinado, generalmente un día completo. Las actividades se registran en intervalos de tiempo específicos, lo que permite obtener datos precisos sobre la duración de cada actividad.
El propósito de la ENUT es proporcionar información valiosa sobre cómo se distribuye el tiempo entre diferentes actividades como el trabajo remunerado, el trabajo doméstico, el cuidado de los hijos, el ocio, entre otros. Esta información es fundamental para comprender mejor las dinámicas sociales, económicas y culturales de un país y para informar la toma de decisiones en políticas públicas.
La ENUT ofrece datos importantes que pueden utilizarse para analizar la equidad de género en la distribución del trabajo doméstico y remunerado, así como para evaluar las diferencias regionales o socioeconómicas en el uso del tiempo. Además, puede ser una herramienta útil para identificar desigualdades y diseñar estrategias para promover una distribución más justa y equitativa del trabajo.

## ENUT 2019

### Características metodológicas de la ENUT 2019
Con el fin de recopilar información estadística relacionada con la medición del uso del tiempo en actividades tales como: todas las formas de trabajo de las y los individuos —sea este remunerado o no remunerado—; producción doméstica; así como también la forma como usan su tiempo mujeres y hombres, así como la percepción de su bienestar, todo ello respecto a la población de12 años y más, de áreas urbanas, rurales e indígenas. Para ello se utilizaron las siguientes cuestiones metodológicas:
- Unidad de análisis: Hogares e integrantes del hogar de 12 años y más.
- Población objetivo: Población de 12 años y más.
- Instrumento de captación: Cuestionario de preguntas acerca de actividades de uso del tiempo.
- Método de captación: Entrevista directa en cada uno de los integrantes del hogar (a partir de los 12 años en adelante).
- Periodo de levantamiento: Del 21 de octubre al 1 de diciembre de 2019.
- Desglose geográfico: Nacional, por tamaño de localidad (10 mil y más habitantes, y menos de 10,000 habitantes) y entidad federativa.
- Tamaño de la muestra: 26 631 viviendas y 71 404 personas de 12 años y más que representan 33.2 millones de viviendas y 101.1 millones de personas. Adicional, 1 798 viviendas en localidades de predominio de población hablante de lengua indígena.

### Actividades del uso del tiempo
Uno de los objetivos al realizar esta encuesta es el  de recopilar datos sobre el uso del tiempo en actividades de la vida diaria, y cómo estas a lo largo del tiempo han sido influenciadas por la cultura: roles de género, por la edad, roles dentro del hogar, la ocupación, estado civil, ámbito geográfico, intereses individuales, entre otros.
Por tanto, para poder obtener información relevante con el uso del tiempo se tuvo como objetivo el poder distinguir entre actividades productivas y no productivas (o personales). Las primeras se clasificaron conforme a su relación con el Sistema de Cuentas Nacionales (SCN), en esencia, si dichas labores productivas están contempladas o no dentro de dichos lineamientos. Mientras que las segundas se identificaron a partir del criterio de si pueden ser delegadas o no a una tercera persona para su ejecución. 

#### Actividades productivas
Este grupo se compone de  dos subgrupos: actividades de trabajo remunerado y no remunerado. Las actividades de trabajo remunerado se caracterizan, por un lado, realizar labores para la producción de bienes o prestación de servicios realizado para terceros, a cambio de una remuneración o beneficio; mientras que por el otro, comprende el trabajo llevado a cabo por miembros del hogar con le fin de obtener bienes para uso propio o de auto consumo. Como por ejemplo las horas de trabajo invertidas en algún negocio familiar, ventas y servicios, entre otros.
En cuanto a las actividades de trabajo no remunerado abarca las actividades que se realizan para beneficio propio o a terceros pero sin recibir pago alguno. Se incluyen labores tales como: Cuidados de infantes, ancianos o enfermos; limpieza, cuidado, mantenimiento y reparación del hogar, así como también el trabajo que se realiza de forma voluntaria en organizaciones sin fines de lucro.

#### Actividades no productivas o personales
Las actividades no productivas o personales se definen por beneficiar únicamente a la persona que las realiza puesto que no pueden ser delegadas a una tercera persona; como por ejemplo: Actividades de estudio, necesidades y cuidados personales, actividad física, pasatiempos, entretenimiento, entre otros. 

### Datos estadísticos de la distribución del tiempo

#### Distribución del Tiempo Total de trabajo (TTT)
El tiempo total del trabajo refiere al tiempo que mujeres y hombres de 12 años y más destinan tanto al trabajo remunerado como al trabajo no remunerado.
Distribución porcentual del tiempo total de trabajo a la semana de la población de 12 años y más:
- Por tipo de trabajo:

De acuerdo a los resultados obtenidos de la encuesta el tiempo total de trabajo de la población de 12 años y más en el país en una semana es de 5 661 millones de horas a la semana, de las cuales el 49.4% corresponden al trabajo no remunerado, 47.9% es de trabajo para el mercado y el 2.8% a la producción de bienes para uso exclusivo del hogar.
Del tiempo total de trabajo a la semana, de la población de 12 años y más, prácticamente 5 de cada 10 horas contribuyen a la economía del país sin que medie pago alguno por ello. 
En cuanto a la distribución del tiempo total de trabajo existe una diferencia significativa entre hombres y mujeres. Mientras que las mujeres representan el 30.9% corresponde al trabajo para el mercado, 66.6% para el trabajo no remunerado de los hogares y 2.5% a la producción de bienes para uso exclusivo del hogar. Para los hombres, 68.9% concierne al tiempo dedicado al trabajo para el mercado, 27.9% para el trabajo no remunerado de los hogares y 3.1% a la producción de bienes para uso exclusivo del hogar.

#### Trabajo No Remunerado en los Hogares (TNRH)
Promedio de horas a la semana de la población de 12 años y más que realiza trabajo no remunerado y tasas de participación, por tipo de actividad de trabajo no remunerado. En el TNRH se pueden incluir: el trabajo doméstico para el propio hogar; el trabajo de cuidados para miembros del propio hogar; y el trabajo de apoyo para otros hogares (que incluye quehaceres domésticos y cuidados para miembros de otros hogares) y el trabajo voluntario y comunitario, por los que no se recibe pago alguno.  
- Trabajo doméstico no remunerado para el propio hogar

En su totalidad representa el 97% de la tasa de participación con un promedio de 22 horas semanales. En cuanto a la participación por género, las mujeres reportaron 30.8 horas promedio a la semana  y una tasa de participación de 98.6%, mientras que los hombres registraron 11.6 horas semanales y una tasa de participación de 95.7%.
- Trabajo no remunerado de cuidados a integrantes del hogar

Está representado por el 50% de participación con un promedio de 9.3 horas a la semana.
- Trabajo no remunerado como apoyo a otros hogares y trabajo voluntario y comunitario

Este apartado tiene una tasa de participación del 20% con un promedio de 8.3 horas semanales.

## ENUT en México

### México
La Encuesta Nacional sobre Uso del Tiempo (ENUT) en México ha sido realizada por el Instituto Nacional de Estadística y Geografía (INEGI), teniendo como objetivo recopilar información precisa sobre cómo los mexicanos emplean su tiempo en diferentes actividades a lo largo del día. La encuesta se ha llevado a cabo en todo el país, registrando las actividades realizadas por las personas durante un día completo.
Se ha levantado datos en seis ocasiones, sin embargo las que cuentan con resultados comparables metodológicamente son las encuestas de 2002, 2009, 2014 y 2019. Las encuestas previas realizadas en el año 1996, 1998 y 2002, fueron levantadas como un módulo de la Encuesta Nacional de Ingresos y Gastos de los Hogares (por sus siglas, ENIGH).
Los resultados de la ENUT 2019, realizada en colaboración con el Instituto Nacional de las Mujeres, mostraron que las mujeres en México dedican más tiempo (en promedio, 6.2 horas más) que los hombres al trabajo no remunerado, como el cuidado del hogar y de los hijos, según el tiempo total de trabajo. También se encontró que la mayoría de los mexicanos dedican una gran cantidad de tiempo a actividades sedentarias, como ver televisión o usar dispositivos electrónicos.
La ENUT 2019 también reveló que la mayoría de los mexicanos dedican la mayor parte de su tiempo al trabajo remunerado, seguido del trabajo no remunerado y el descanso. Además, se encontraron diferencias significativas en el uso del tiempo entre diferentes grupos de edad y entre zonas urbanas y rurales.

## ENUT en el mundo

### Argentina
En Argentina, la ENUT a nivel nacional fue realizada por el Instituto Nacional de Estadística y Censos (INDEC). Contó con dos ediciones: una en el año 2013, como parte de un módulo de la Encuesta Permanente de Hogares (EPH), y otra en 2021, como encuesta independiente. En esta última, la información se registró en un diario de actividades de 24 horas con intervalos de 10 minutos.